# Paddy Wallace
Paddy Wallace (Belfast, 27 agosto 1979) è un ex rugbista a 15 britannico, internazionale per l'Irlanda, che legò tutta la sua carriera agonistica all'Ulster, compagine di Pro12, nel ruolo di mediano d'apertura e, occasionalmente, di centro.

## Biografia
Impostosi fin dall'inizio della sua carriera come uno dei più promettenti giocatori irlandesi, Wallace fece parte insieme a Brian O'Driscoll della coppia di centri che vinsero il mondiale giovanile del 1998; nel 2001 entrò nella franchise nordirlandese dell'Ulster in Celtic League.
Già nel giro della Nazionale irlandese nel 2003, in tale anno fu aggregato alla squadra che prese parte alla Coppa del Mondo in Australia, ma non fu mai utilizzato; esordì in maglia verde solo tre anni più tardi, in occasione di un test match a Dublino contro il Sudafrica.
Fu con il Sei Nazioni 2007 che iniziò a essere impiegato con regolarità, sebbene spesso in sostituzione del titolare Ronan O'Gara e in settembre fu convocato per la Coppa del Mondo di rugby 2007 in Francia, competizione nella quale disputò tuttavia soltanto tre minuti da sostituto nell'incontro della fase a gironi contro la Namibia.
Nel 2009 fece parte della squadra irlandese che si aggiudicò il Grande Slam al Sei Nazioni e, nel 2011, fu convocato per la sua terza Coppa del Mondo, in Nuova Zelanda, in cui scese in campo anche in tale occasione una volta sola, da titolare contro la Russia, disputando l'incontro completo, per un totale di 83 minuti di gioco in tre convocazioni mondiali.
Nel 2009 fece parte della squadra irlandese che si aggiudicò il Grande Slam al Sei Nazioni e, nel 2011, fu convocato per la sua terza Coppa del Mondo, in Nuova Zelanda, in cui scese in campo anche in tale occasione una volta sola, da titolare contro la Russia, disputando l'incontro completo, per un totale di 83 minuti di gioco in tre convocazioni mondiali.
La sua trentesima e ultima convocazione internazionale fu nel giugno 2012 ad Hamilton contro la Nuova Zelanda.
Alla fine della stagione di Pro12 2013-14 Wallace annunciò il suo ritiro dall'attività al culmine di un lungo periodo di infortuni che negli ultimi diciotto mesi ne avevano limitato l'impiego; il suo ultimo incontro ufficiale era stato in Pro12 contro le Zebre nel dicembre 2013; al suo attivo con il club la vittoria in Celtic Cup nel 2003 e la Celtic League 2005-06.

## Palmarès
- Celtic League: 1
Ulster: 2005-06
- Celtic Cup: 1
Ulster: 2003